# تپه قره برج
تپه قره برج مربوط به دوره تاریخی است و در شهرستان درگز، ۱۰۰ متری شمال روستای خیرآباد واقع شده و این اثر در تاریخ ۲۵ مرداد ۱۳۸۴ با شمارهٔ ثبت ۱۳۸۶۵ به‌عنوان یکی از آثار ملی ایران به ثبت رسیده‌است.